# Balthasar Gruber
Balthasar Gruber (geboren vor 1629; gestorben am 10. November 1645 in Braunschweig) war ein deutscher Buchhändler und -drucker, der nachweislich von 1629 bis 1645 in Braunschweig tätig war.

## Leben
Gruber stammte vermutlich aus Frankfurt am Main und war eigentlich Buchhändler. Durch seine Heirat mit Anne Tilly († 29. August 1679) wurde er der Schwiegersohn von Andreas Duncker dem Älteren und ein Schwager Andreas Dunckers des Jüngeren. Als sein Schwiegervater 1629 starb, pachtete Gruber dessen Druckerei und führte sie bis zur Rückkehr seines Schwagers fort, der sich als 16-Jähriger freiwillig zum Kriegsdienst gemeldet hatte. Gruber hatte im Jahr 1634 in Braunschweig eine eigene Druckoffizin gegründet und war nach der Übergabe an Duncker im Jahr 1637 weiterhin als selbständiger Buchdrucker tätig. Nach seinem Tod führte seine Witwe bis 1647 die Druckerei fort, ehe sie am 1. März oder April des Jahres Christoph Friedrich Zilliger heiratete, der nun die Leitung der Druckerei übernahm. Zilliger teilte sich die Geschäftsleitung einige Jahre mit dem Verlagsbuchhändler Caspar Gruber (1640– nach 1696), einem Sohn des Verstorbenen. Die von Gruber gegründete Druckerei wurde am 9. November 1716 von Heinrich Wilhelm Meyer erworben und ging somit in der Druckerei von Johann Heinrich Meyer in Braunschweig auf.

## Druckwerke (Auswahl)
In Grubers Druckerei wurden zahlreiche Gelegenheitsdichtungen in Latein hergestellt. In der Regierungszeit Herzog Augusts des Jüngeren wurden von 1635 bis 1643 amtliche Schriften aber auch literarische Werke dort gedruckt.
- Parentatio Oder Christliche Leichpredigt/ Bey Deß … Herrn Friederich Ulrich Hertzog zu Braunschweig und Lüneburgk … Fürstlichen Cörpers Beysetzung/ Im Thum zu Braunschweig … am 23. April. dieses 1635. Jahrs. Balthasar Gruber, Braunschweig 1635, urn:nbn:de:gbv:23-drucke/gn-12484-1s8.
- Praetensae Apologiae Et anticategoriae Wustroviae per praelum nuper in lucem emissae solida confutatio In vermeinter Ehesache Magdalenen Sophien von Wustrow: Contra Jobst von dem Werder Erbgesessen auff Bißperoda… Balthasar Gruber, Braunschweig 1637 (digitale.bibliothek.uni-halle.de).
- Justus Georg Schottelius: Lamentatio Germaniæ Exspirantis / Der nunmehr hinsterbenden Nymphen Germaniæ elendeste Todesklage. Balthasar Gruber, Braunschweig 1640 (diglib.hab.de).
- Philippi Cluveri[i] Introductionis In Universam Geographiam, Tam Veterem Quam Novam. Libri VI. Balthasar Gruber, Braunschweig 1641 (archive.org).